# Verónica Enns Enns
Verónica Enns (Cuauhtémoc, 1 de enero de 1982) es una artista plástica mexicana de ascendencia menonita que se especializa en la cerámica de alta temperatura y pintura al óleo. 

## Biografía
Nació en 1982, dentro de la comunidad menonita de Chihuahua. Estudió Artes Plásticas e Historia del Arte en Vancouver. Durante su estancia en el extranjero a los 20 años un profesor le presentó una olla de la famosa Cerámica de Mata Ortiz y de ahí comenzó su interés por este arte. Por medio de sus piezas busca promover la riqueza de su cultura y sobre todo realizar acciones para difundir el trabajo de las mujeres chihuahuenses menonitas. Ha consolidado su estilo mediante el empleo de materiales e inspiración local, lo que le ha permitido ser reconocida por su trabajo a nivel estatal e internacional.
En la actualidad se dedica a su estudio de cerámica donde realiza utensilios de diversos materiales como platos, vasijas, macetas, floreros y jarras así como también ha creado murales y esculturas.
Ha tenido diversas exhibiciones entre las que destacan su exposición en el Festival de las Tres Culturas que se realiza anualmente en la región de Cuauhtémoc. También ha presentado su trabajo en el Annual Visual Arts Exhibition de la Universidad de Kwantlen en Columbia Británica.
A finales del año 2017 comenzó a realizar talleres para el trabajo con materiales naturales y orgánicos como el barro.

## Reconocimientos
En el 2007 recibió el Premio Francis H. Hollinger en Vancouver, British Columbia.
En el 2015 fue acreedora al segundo lugar en el X Concurso Estatal de Artesanía Chihuahuense
En el 2017 participó como ponente en el 1.er Foro de Mujeres de Alto Voltaje en el Instituto Tecnológico de Chihuahua.

## Obra
- Escultura[11]
- Pintura[11]
- Cerámica[11]